# جبل عرنان
جبل عرنان (بكسر العين وسكون الراء) هو أحد المعالم الجبلية الجميلة الواقعة غرب منطقة حائل .( بينها وبين تيماء)، وتحديدا شمال جبل محجة الشهير.
وقد ذُكر عرنان قديما على لسان عدد من الشعراء فمنهم على سبيل المثال لا الحصر :
امرؤ القيس يقول
والقتال الكلابي حيث يقول
وأوس بن حجر
وبشر بن أبي خازم
وتميم بن أبي
وقد أشار تميم بن أبي إلى رمل عرنان حيث تحف رمال النفود الكبير الغربية بعرنان من جهته الشمالية وهي الجزء الذي يسمى رملة الذيب .